# Succisella carvalhoana
Succisella carvalhoana é uma espécie de planta com flor pertencente à família Dipsacaceae.
A autoridade científica da espécie é (Mariz) Baksay, tendo sido publicada em Ann. Hist.-Nat. Mus. Natl. Hung., n.s. 6: 174 (1955).

## Portugal
Trata-se de uma espécie presente no território português, nomeadamente em Portugal Continental.
Em termos de naturalidade é endémica da Península Ibérica.

## Protecção
Não se encontra protegida por legislação portuguesa ou da Comunidade Europeia.